# Пон-Сонде
Пон-Сонде (фр. Pont-Sondé) — місто в комуні Сен-Марк, у департаменті Артибоніт на Гаїті.

## Географія
Пон-Сонде розташоване на важливому перехресті дороги, що з'єднує столицю Порт-о-Пренс із другим за величиною містом Кап-Аїтьєн на північному узбережжі. Місто розвинулося навколо мосту через річку Артибоніт. Міст побудований у 1880 році з прольотом 90 метрів. Уздовж дороги та на мосту через річку Артибоніт є важливий ринок. Відстань від міста до столиці Гаїті становить приблизно 73 км.

## Історія
Після землетрусу 2010 року на Гаїті Пон-Сонде зіткнувся з напливом тисяч біженців, внаслідок чого населення міста суттєво збільшилося.
4 жовтня 2024 року речник Управління Верховного комісара ООН з прав людини Тамін Аль-Хітан заявив, що внаслідок нападу банди в місті Пон-Сонде 3 жовтня загинуло щонайменше 70 людей. Озброєні автоматичною зброєю, члени банди «Gran Grif» відкрили вогонь, підпалили щонайменше 45 будинків і 34 автомобілі, змусивши місцевих жителів тікати. Напад стався в контексті тривалої ескалації бандитського насильства на Гаїті, яке поширилося зі столиці Порт-о-Пренс на віддалені сільські райони. Напади охоплюють такі зловмисні дії, як сексуальне насильство, викрадення людей, мародерство, блокпости доріг з метою залякування та пограбування цивільних осіб, примусове вербування озброєними бандами.

## Населення
До землетрусу на Гаїті в Пон-Сонде проживали близько 10 тисяч жителів.

## Економіка
Сільське господарство робить значний внесок у життя Пон-Сонде. Місцева річка Артибоніт, яка є найбільшою на Гаїті, забезпечує водою рисові майданчики через зрошувальні канали. Тому місто є провідним виробником рису на Гаїті.